# Maylandia lanisticola
Espèce
Répartition géographique
Maylandia lanisticola est une espèce de poissons d'eau douce de la famille des cichlidae endémique du lac Malawi en Afrique. Ce cichlidé fait partie des espèces dites « Mbuna » (ou « M'buna ») ou poissons brouteurs d'algues du lac Malawi. Il est exporté et parfois élevé à des fins aquariophiles.

## Reproduction
Cette espèce est incubatrice buccale maternelle : les femelles gardent les œufs, larves et tout jeunes alevins protégés dans leur gueule pendant environ trois semaines, sans manger ou en filtrant très légèrement les micro-détritus. Les mâles peuvent se montrer très insistants dès les premières maturités sexuelles des femelles, il est préférable de maintenir cette espèce en groupes de plusieurs individus (au moins en « trio » : 1 mâle pour 2 femelles), de manière à diviser l'agressivité d'un mâle dominant sur plusieurs individus. 

## Croisement, hybridation, sélection
Il est impératif de maintenir cette espèce et le genre Maylandia seul ou en compagnie d'espèces d'autres genres, mais de provenance similaire (lac Malawi), afin d'éviter toute possibilité de croisement. Le commerce aquariophile a également vu apparaitre un grand nombre de spécimens provenant d'Asie notamment et aux couleurs variées ou albinos, dues à la sélection, à l'hybridation ou autres procédés.